# Spinoliella
Spinoliella is een geslacht van vliesvleugelige insecten uit de familie Andrenidae

## Soorten
- S. herbsti (Friese, 1916)
- S. karhadra Rodríguez, Toro & Ruz, 2001
- S. longirostris Toro, 1995
- S. maculata (Spinola, 1851)
- S. nomadoides (Spinola, 1851)
- S. opaca Rodríguez, Toro & Ruz, 2001
- S. psamita Toro & Ruz, 1972
- S. rozeni Toro & Ruz, 1972
- S. rufiventris Toro & Ruz, 1972